# 1992-es Formula–1 olasz nagydíj
Az olasz nagydíj volt az 1992-es Formula–1 világbajnokság tizenharmadik futama.

## Futam
Az olasz nagydíjon is Mansell szerezte meg a pole-t Senna, Alesi és Berger előtt. A rajtnál Mansell megőrizte az első helyet, míg Patrese megelőzte Alesit. Mansell hamar elhúzott, míg Senna feltartotta Patresét. A 13. körben mindkét Ferrari kiesett: Alesi üzemanyagrendszere meghibásodott, míg Capelli elektromos hiba miatt esett ki. Patrese később megelőzte Sennát. A boxkiállások során Brundle megelőzte Schumachert. A 10 másodperccel vezető Mansell visszavett a tempójából és hagyta Patresét, hogy megelőzze. A brit a 36. körtől kezdve hidraulikai problémával küzdött, Senna, Brundle, Schumacher és Berger is megelőzte. Mansell a 41. körben a boxban feladta a versenyt. Ekkor Patrese vezetett, de Senna elkezdett közeledni hozzá. Az olaszt csapattársához hasonlóan szintén hidraulikai problémák hátráltatták, Senna a 49. körben megelőzte. A következő körben Brundle és Schumacher is elment mellette. Patrese kitartott az utolsó körig, amikor Berger is megelőzte, de sikerült pontot szereznie. Senna győzött Brundle, Schumacher, Berger, Patrese és de Cesaris előtt.
| Helyezés | #  | Versenyző            | Csapat/Motor          | Futott körök | Idő/Kiesés oka    | Rajthely | Pontszám |
| -------- | -- | -------------------- | --------------------- | ------------ | ----------------- | -------- | -------- |
| 1        | 1  | Ayrton Senna         | McLaren-Honda         | 53           | 1:18:15,349       | 2        | 10       |
| 2        | 20 | Martin Brundle       | Benetton-Ford         | 53           | + 17,050          | 9        | 6        |
| 3        | 19 | Michael Schumacher   | Benetton-Ford         | 53           | + 24,373          | 6        | 4        |
| 4        | 2  | Gerhard Berger       | McLaren-Honda         | 53           | + 1:25,490        | 5        | 3        |
| 5        | 6  | Riccardo Patrese     | Williams-Renault      | 53           | + 1:33,158        | 4        | 2        |
| 6        | 4  | Andrea de Cesaris    | Tyrrell-Ilmor         | 52           | + 1 kör           | 21       | 1        |
| 7        | 9  | Michele Alboreto     | Footwork-Mugen-Honda  | 52           | + 1 kör           | 16       |          |
| 8        | 22 | Pierluigi Martini    | Dallara-Ferrari       | 52           | + 1 kör           | 22       |          |
| 9        | 30 | Katajama Ukjó        | Larrousse-Lamborghini | 50           | Erőátvitel        | 23       |          |
| 10       | 16 | Karl Wendlinger      | March-Ilmor           | 50           | + 3 kör           | 17       |          |
| 11       | 21 | Jyrki Järvilehto     | Dallara-Ferrari       | 47           | Motorhiba         | 14       |          |
| Kiesett  | 33 | Mauricio Gugelmin    | Jordan-Yamaha         | 46           | Erőátvitel        | 26       |          |
| Kiesett  | 5  | Nigel Mansell        | Williams-Renault      | 41           | Elektronika       | 1        |          |
| Kiesett  | 25 | Thierry Boutsen      | Ligier-Renault        | 41           | Gázadagoló        | 8        |          |
| Kiesett  | 26 | Érik Comas           | Ligier-Renault        | 35           | Kicsúszás         | 15       |          |
| Kiesett  | 15 | Gabriele Tarquini    | Fondmetal-Ford        | 30           | Váltó             | 20       |          |
| Kiesett  | 3  | Olivier Grouillard   | Tyrrell-Ilmor         | 26           | Motorhiba         | 18       |          |
| Kiesett  | 12 | Johnny Herbert       | Lotus-Ford            | 18           | Motorhiba         | 13       |          |
| Kiesett  | 17 | Emanuele Naspetti    | March-Ilmor           | 17           | Motrohiba         | 24       |          |
| Kiesett  | 27 | Jean Alesi           | Ferrari               | 12           | Üzemanyagrendszer | 3        |          |
| Kiesett  | 28 | Ivan Capelli         | Ferrari               | 12           | Elektronika       | 7        |          |
| Kiesett  | 24 | Gianni Morbidelli    | Minardi-Lamborghini   | 12           | Motorhiba         | 12       |          |
| Kiesett  | 29 | Bertrand Gachot      | Larrousse-Lamborghini | 11           | Motorhiba         | 10       |          |
| Kiesett  | 11 | Mika Häkkinen        | Lotus-Ford            | 5            | Motorhiba         | 11       |          |
| Kiesett  | 10 | Aguri Suzuki         | Footwork-Mugen-Honda  | 2            | Felfüggesztés     | 19       |          |
| Kiesett  | 14 | Eric van de Poele    | Fondmetal-Ford        | 0            | Kuplung           | 25       |          |
| NK       | 23 | Christian Fittipaldi | Minardi-Lamborghini   |              |                   |          |          |
| NK       | 32 | Stefano Modena       | Jordan-Yamaha         |              |                   |          |          |

## A világbajnokság élmezőnyének állása a verseny után
| H  | Versenyzők         | Pont | H  | Konstruktőrök    | Pont |
| -- | ------------------ | ---- | -- | ---------------- | ---- |
| 1. | Nigel Mansell      | 98   | 1. | Williams-Renault | 144  |
| 2. | Michael Schumacher | 47   | 2. | Benetton-Ford    | 74   |
| 3. | Riccardo Patrese   | 46   | 3. | McLaren-Honda    | 73   |
| 4. | Ayrton Senna       | 46   | 4. | Ferrari          | 16   |
| 5. | Gerhard Berger     | 27   | 5. | Lotus-Ford       | 11   |

## Statisztikák
Vezető helyen:
- Nigel Mansell: 19 (1-19)
- Riccardo Patrese: 28 (20-47)
- Ayrton Senna: 6 (48-53)

Ayrton Senna 36. győzelme, Nigel Mansell 27. pole-pozíciója, 29. leggyorsabb köre.
- McLaren 98. győzelme.